# Maeil Broadcasting Network
Maeil Broadcasting Network, Inc. (em coreano:  주식회사 매일방송) é um canal de televisão por assinatura sul-coreano, operado pela Maeil Business Newspaper.

## História
A empresa foi fundada em 23 de setembro de 1993, como Maeil Business TV e mais tarde mudou seu nome para MBN. Entre os anos de 1993 e 2011 foi um canal de notícias. À meia-noite, de 1 de dezembro de 2011, tornou-se um canal de TV a cabo de programação geral, após dezessete anos de operação.

## Cronologia
Década de 1990
- 23 de setembro de 1993: a empresa é fundada
- 20 de outubro de 1994: cerimônia realizada em reconhecimento ao término das instalações para a transmissão
- 1 de janeiro de 1996: inicio da transmissão 24 horas por dia
- 1 de outubro de 1998: transmissões da Maeil Business TV realizadas via internet

Década de 2000
- 13 de novembro de 2000: inicio da transmissão digital
- 24 de maio de 2001: acordo com o canal de televisão japonês TV Tokyo para parceria estratégica
- 27 de setembro de 2001: transmissão digital por satélite na Coreia e acordo de fornecimento do programa
- 25 de agosto de 2003: estabelecimento de sistema de notícias ao vivo por 24 horas
- 18 de julho de 2005: início da transmissão de TV por satélite
- 5 de outubro de 2009: início da transmissão da MBN HD TV. (SkyLife em 5 de outubro e TV a cabo digital em 12 de outubro)

Década de 2010
- março de 2011: canal renomeado para Maeil Broadcasting Network Ltd.

## Programas
- MBN News
- What's Up
- Love Alert